# 外台伯河圣母圣殿
越台伯河的圣母大殿或外台伯河的圣母大殿（義大利語：Basilica di Santa Maria in Trastevere）是一座位於意大利罗马的天主教次级宗座圣殿，长56米，宽30米，兴建于四世纪，是该市最古老的教堂之一，可能是罗马城首次公开进行弥撒的地点。教堂的底层平面和墙体结构可追溯到公元340年代。也是一間司鐸級樞機領銜教堂。 

## 歷史

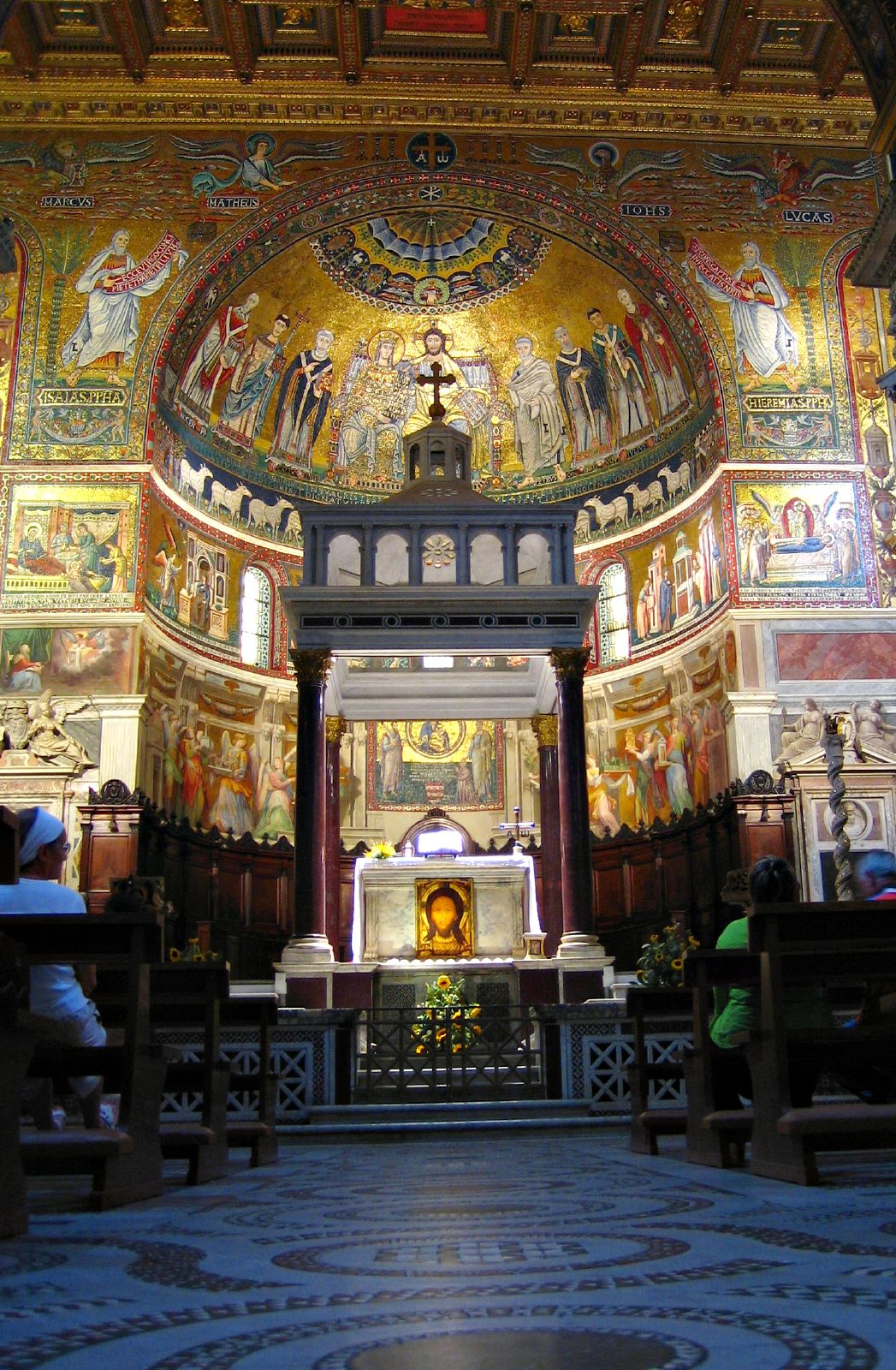
教堂內部

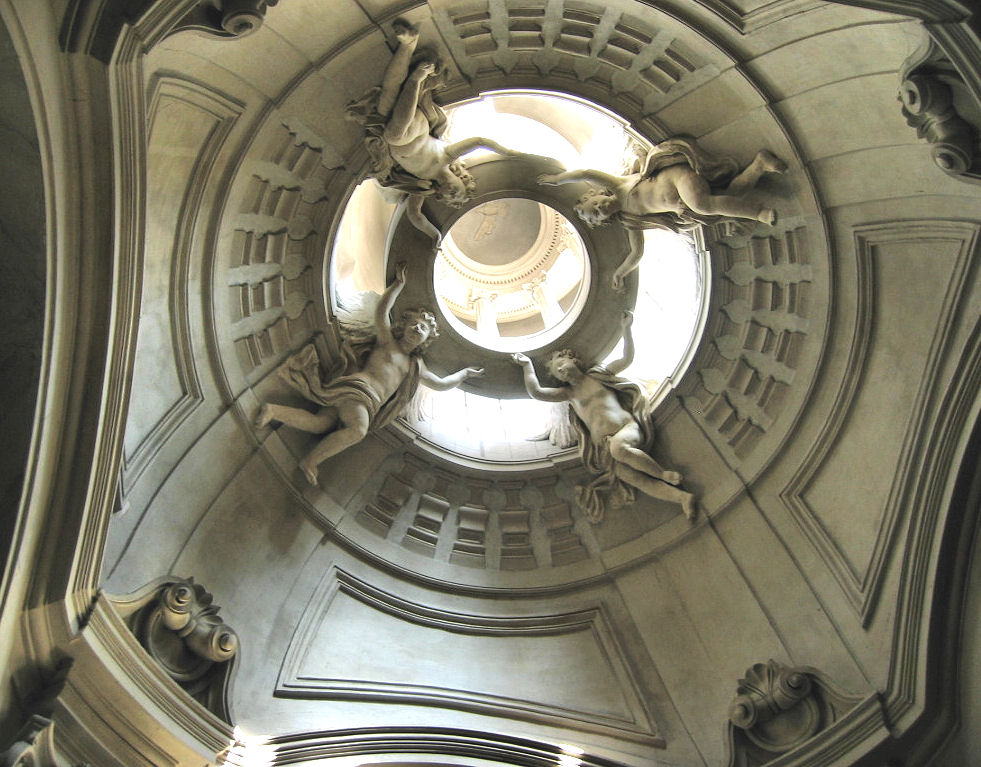
阿維拉小禮拜堂（Avila Chapel）的圓屋頂

外台伯河的圣母大殿為外台伯河区最大的教堂。座位上的铭文称这是第一座献给圣母的教堂，但是也有人认为圣母大殿是最早献给圣母的教堂。在教堂的地基下有羅馬最古老的教堂之一。在220年左右，加里斯都一世在退伍军人收容所Taberna meritoria成立一个基督徒家庭教会。皇帝塞普蒂米乌斯·塞维鲁在解决基督徒与客栈老板之间的争议后，将这一地区给予基督徒使用，说：「我喜欢那些敬拜神的人，不论他們如何敬拜神」。在340年，尤利乌斯一世重建了titulus Callixti，而且重建後的教堂规模更大，它成为titulus Iulii纪念其主保圣人，為罗马最初的二十五个堂区之一，实际上它可能是第一个公开举行弥撒的教堂。
在五世纪及八世纪，它经历了两次修复。在1140年至1143年間，教宗英诺森二世在旧址上重建该堂。教宗英诺森二世還將教堂夷為平地，並將其前對手對立教宗安那克勒圖二世剛完成墓穴搬到地面及安排他的葬禮在那墓穴之前佔有的地方舉行。
雕刻丰富的柱子取自卡拉卡拉浴场的废墟或者附近加尼库乐姆山（Janiculum）上的艾西斯神庙。十九世纪的学者确定雕塑的面孔為艾西斯、塞拉皮斯及Harpocrates。在1870年，教宗碧岳九世下令敲碎这些面孔。

## 結構
圣母大殿的中殿，由教宗諾森二世重建（1138年至1148年）及獻給聖母，諾森二世保留了原來的教堂並在原有的基礎上重建教堂。教堂的二十二根愛奧尼柱式及科林斯柱式花崗石圓柱把中殿和走廊分開（這些圓柱均來自卡拉卡拉浴場）。
教堂裡有一系列的由卡瓦利尼（Pietro Cavallini）於十三世紀設計的馬賽克，這些鑲嵌畫的主題都環繞著「Life of the Virgin」（1291年）。而杜明尼基諾（Domenico Zampieri）於八角天花板的畫作Assumption of the Virgin （1617年）的尺寸剛好與他設計的天花板相稱。
教堂的第五小禮拜堂的左邊為由Antonio Gherardi設計的阿維拉小禮拜堂（Avila Chapel），這小禮拜堂及聖契其利亞小禮拜堂（Chapel of S. Cecilia）都為羅馬十七世紀後半葉最創新的建築物。小禮拜堂下部的顏色相當暗及採用了仿博羅米尼的設計，而圓屋頂則採用了開放式的設計。教堂的正立面由豐塔納（Carlo Fontana）於1702年重新設計，而教堂前方廣場的八角噴泉也由他重新設計（這噴泉在1472年的地圖上已出現）。

### 註腳
1. ↑  . Catholic-hierarchy.org.   [2012-09-18]. （原始内容存档于2021-02-19）.
2. ↑  Since the construction was already under way at the time of the submission of the Anti-Pope Celestine II (1142), it cannot be interpreted as a thanksgiving offering
3. ↑  Reardon, Wendy J. 2004. The Deaths of the Popes. Macfarland & Company, Inc. ISBN 0-7864-1527-4. p. 92.
4. ↑  Dale Kinney, "Spolia from the Baths of Caracalla in Sta. Maria in Trastevere", The Art Bulletin 68.3 (September 1986:379-397).
5. ↑  Rodolfo Lanciani noted that they had been "martellati e distrutti" (Lanciani, "L'Iseum et Serapeum del Regione IX", Bolletino della Commissione Archeologica Comunale di Roma 11 (1883:35, corroborated in nineteenth-century German and English guidebooks before and shortly after the restoration, noted in Kinney 1986:380 note 6.
6. ↑  .   [2004-09-27]. （原始内容存档于2004-09-27）. 外部链接存在于|title= (帮助)

### 網頁
- Chris Nyborg, "Santa Maria in Trastevere" 2002年 （页面存档备份，存于）
- http://sognodargento.blogspot.com/2007/03/stational-church-santa-maria-in.html （页面存档备份，存于）